# Етруски
Етруски (лат. Etrusci, Tusci, дав.-гр. Τυρρηνοι, тиррени, самоназва — rasna) — давні племена, що населяли в 1-ому тисячолітті до н. е. північний захід Апеннінського півострова, між річками Арно та Тибр — область, що називалася Етрурія (сучасна Тоскана), які створили розвинену цивілізацію, що передувала римській і яка справила на неї потужний вплив (інженерне мистецтво: зведення аркових склепінь; інсігнації (знаки влади), особливості політичної організації, структуру та озброєння армії, бої гладіаторів, перегони на колісницях, певні поховальні обряди тощо). Етруски раніше за римлян створили федерацію міст-держав. Етруське суспільство було найдавнішим суспільством на Апеннінському півострові. Розмовляли етруською мовою. Точно не встановлено ні походження етрусків, ні їхнє мовне коріння. Існує дві основні гіпотези походження етрусків: походження від первісних племен Апеннін та прихід зі Середземномор'я або ж Малої Азії. Розвиток етруської культури відбувався під впливом грецької культури, але відмінність між ними настільки велика, що дозволяє припустити наявність інших, давніших коренів. Оскільки це був морський народ, були зв'язки з багатьма давніми цивілізаціями античності.
Основне джерело відомостей про етрусків — повідомлення грецьких і римських авторів (Геродот, Діодор Сицилійський, Страбон, Тит Лівій, Пліній Старший тощо), а також археологічні матеріали з етруських гробниць і поселень. Збереглося близько 10 тис. етруських написів (переважно дуже коротких), з яких надійно інтерпретовано лише деякі.

## Походження
Більшість дослідників вбачає в етрусках переселенців з Анатолії, які наприкінці II тисячоліття до нашої ери — під час навали «народів моря» — подалися на захід. Італія їх привабила родючими землями, багатими на корисні копалини. Однак цілком імовірно, що етруски є нащадками як прибульців, так і місцевих мешканців, які прийняли втікачів на своїй землі. Найбільш рання згадка про етрусків міститься у Гомерівських гімнах (Гімн Діонісу), де йдеться про те, як Діоніс одного разу був захоплений у полон тирренськими піратами. Гесіод у Теогонії (1016) згадує «славою вінчаних тирренців», а Піндар описує тирренський войовничий клич. З часів Геродота (5 ст до н. е.) проблема походження етрусків займала уми істориків та археологів. Перша теорія, що відстоює лідійське, або східне, походження етрусків, походить від Геродота. Він писав, що за правління Атіса в Лідії вибухнув жорстокий голод, і половина населення була змушена залишити країну в пошуках джерела харчування та нового місця проживання. Вони вирушили до Смирни, побудували там кораблі і, пройшовши багато портових міст Середземномор'я, зрештою осіли в Італії. Там лідійці змінили свою назву, назвавшись тирренами на честь свого провідника Тіррена, сина царя.
Друга теорія також сягає корінням у давнину. Діонісій Галікарнаський, ритор епохи Августа, заперечував теорію Геродота, стверджуючи, що етруски були не переселенцями, а місцевим і найдавнішим народом, який відрізнявся від усіх своїх сусідів на Апеннінському півострові як за мовою, так і за звичаями.
Третя теорія, сформульована Н. Фрере в 18 ст, відстоює північне походження етрусків. Згідно з нею, етруски поряд з іншими італійськими племенами проникли на територію Італії через альпійські перевали.
Дані археології, найвірогідніше, свідчать про першу версію походження етрусків. Таким чином, лідійські прибулі пірати хоч і заселили тирренське узбережжя, але швидше за все переселялися кількома хвилями. Приблизно із середини 8 ст. до н. е. культура Вілланова (носії якої виявилися тут раніше) зазнала змін під явним східним впливом. Однак місцевий елемент був досить сильним, і зі свого боку суттєво повпливав на формування народу.

## Господарство
За допомогою залізних знарядь етруски розчищали ліси і висушували болота. На звільнених таким чином землях вирощували великі врожаї пшениці, льону і винограду. Етруські вироби з міді, бронзи і заліза цінували далеко за межами їхньої країни. А найбільшої слави етруски зажили як хоробрі вояки, мореплавці та пірати. Їх вважали винахідниками морського тарана чи ростра, за допомогою якого в давнину пробивали борти ворожих кораблів. Багатьма сучасними мовами запозичена й етруська назва корабельної реї — «антена».
Етруски торгували з грецькими колоніями в Південній Італії (особливо з Сибарісом), Афінами, Коринфом, Карфагеном та іншими, на суші — з північними заальпійськими країнами. З V століття до н. е. в містах етрусків почалося карбування монет.

## Політичний устрій

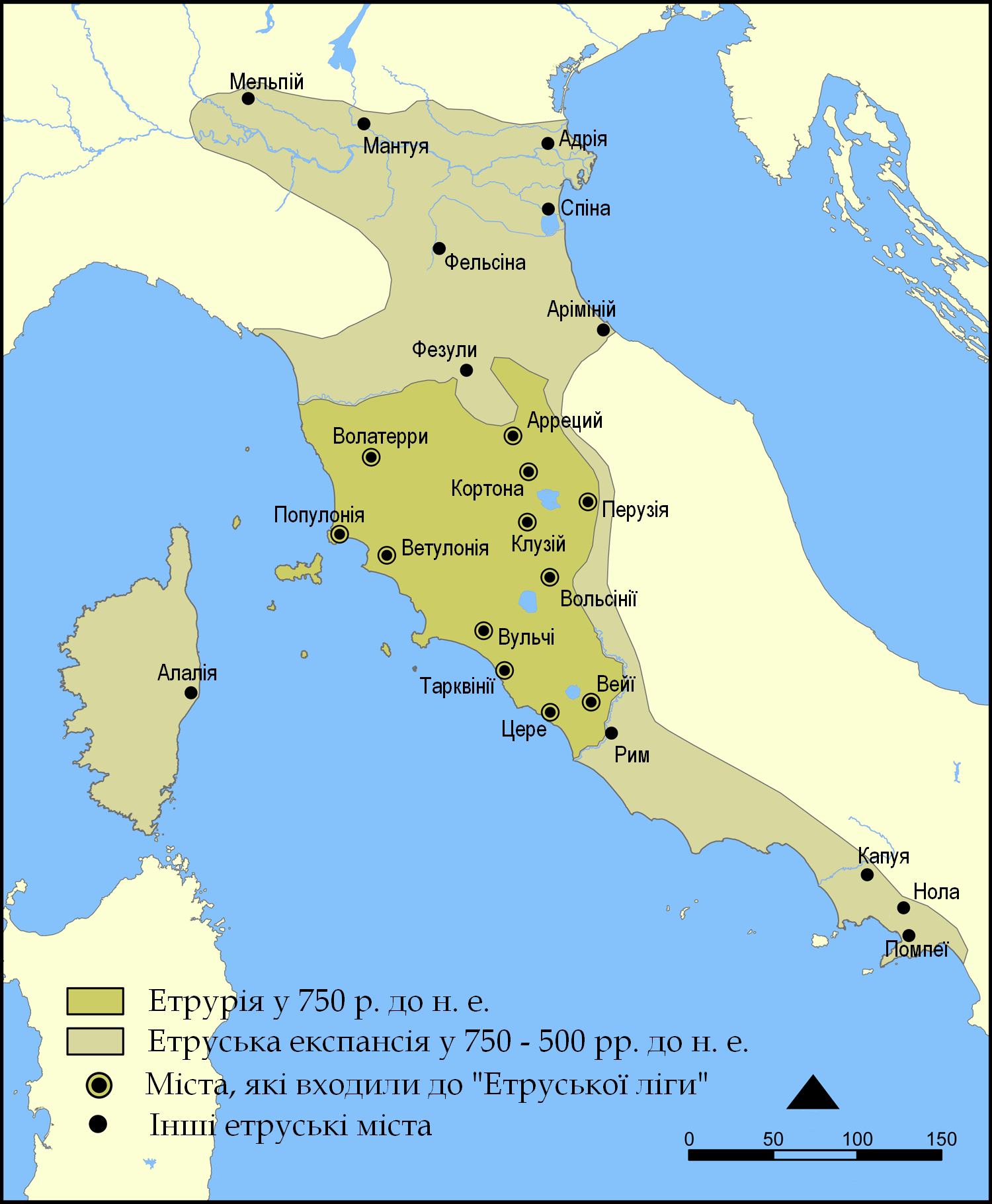
Етрурія і поширення етруського впливу

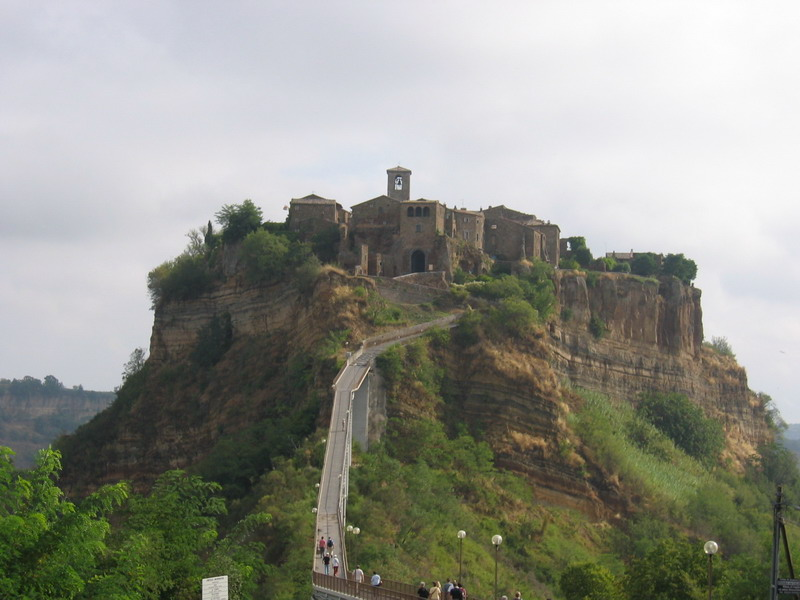
Етруська фортеця, розташована на території сучасної комуни Баньореджо провінції Вітербо

В VII сторіччі до н. е. етруски вже мали численні міста-фортеці, які були економічними й політичними центрами, що утворювали разом із прилеглими територіями міста-держави, що нагадували грецькі поліси. Внутрішній устрій етруських держав теж нагадував грецький. Мешканці окремого міста або кількох сусідніх становили громаду. Для вирішення найважливіших справ громадяни час від часу збиралася на загальні збори. Проте справжня влада зосереджувалася в руках невеликого кола знатних родин, які зазвичай були й найбільшими власниками: земель, копалень, рабів, кораблів. Незаможні громадяни шукали нагоди влаштуватися на службу чи просто отримати заступництво знатної людини або ж, як казали згодом, стати його клієнтами. Спираючись на підтримку таких клієнтів і родичів, представники знаті домагалися обрання себе або своїх довірених осіб на всі важливі громадські посади.
Кожне етруське місто спочатку мало власного царя. Ознакою царської влади було особливе сидіння, оздоблене слоновою кісткою, та золотий вінець — корона (деякі дослідники й саме слово «корона» вважають етруським за походженням). Володаря супроводжували охоронці з подвійними сокирами та різками, зібраними в пучок, — фасціями. Проте пишні церемонії не перетворювали царів на повноправних володарів. Зазвичай вони були змушені виконувати волю знаті, а з кінця VI — початку V сторіччя до н. е. в деяких містах царську владу взагалі скасували — керували обрані посадовці, яких етруски називали зилатами.
Дванадцять найбільших етруських міст (Вейї, Тарквінії, Цере, Вольсінії та ін.) щонайменше з кінця VII ст. до н. е. об'єднувалися у союз. Раз на рік їхні представники збиралися у святилищі біля Вольсіній для розв'язання суперечок і ухвалення спільних рішень. У разі небезпеки учасники союзу могли об'єднати свої військові загони і призначити спільного командувача, якого іменували «зілатом всієї Етрурії». Але призначення це було тимчасовим. Жодної влади над учасниками союзу такий керівник не мав. Міста і надалі зберігали самостійність та власних посадовців, які керували і укладали угоди від імені лише своєї громади.

## Етруська колонізація
Збіднілі члени громад разом із залишками корінного населення й вольновідпущениками становили залежні соціальні шари суспільства. Їхня праця, очевидно, переважала як у сільському господарстві, так і в ремеслі, хоча число рабів було значним і постійно поповнювалося за рахунок воєн, піратства й работоргівлі. Кількість громадян, які залишалися без землі, постійно зростала. Частина з них знаходила собі іншу роботу — ставали ремісниками, рибалками, моряками. Але вдавалося це не всім і, зрештою, влада міст була змушена вдаватися до створення колоній.
Землю для колоній переважно відвойовували у сусідів — італійських племен. Очолювали загони майбутніх колоністів, як правило, представники знаті, які мріяли про славу і владу над новими землями. Так виникло кілька десятків нових етруських міст. Найвідомішими серед них були Спіна, Мантуя, Капуя і Помпеї. Колонії також гуртувалися у союзи: з VI сторіччя до н. е. окремі об'єднання етруських міст (дванадцятимістя) існували на півночі Італії, в Умбрії та Кампанії.
Відповідно до легенд етруська династія Тарквініїв правила з 616 по 509 до н. е. у Римі.

## Занепад Етрурії
Вплив етрусків поширився майже на всю Італію. Однак конфедерація виявилася політично слабкою через корисливу політику й суперництво окремих міст. Становище ускладнювалося соціальними протиріччями й опором населення залежних областей. Підсилювалася також активність зовнішніх ворогів. Греки в 524 і 474 роках до н. е. завдали етрускам поразки під Кумами, поклавши кінець їхньому морському пануванню; римляни близько 509 року вигнали Тарквініїв. Самніти витиснули етрусків з Кампанії, захопивши 423 року Капую, паданські володіння етрусків піддалися близько 400 року до н. е. навалі галів. Відсутність у етрусків політичної й військової єдності позначилася й у війнах з Римом, у ході яких римляни по черзі підкорили собі найважливіші етруські міста.
396 року до н. е. було завойовано Вейї, в 358 році до н. е. під римське панування підпав Цере, в 308 році — Тарквіній. З 310 року до н. е. почалося підпорядкування середньої й східної Етрурії, після 283 року в залежному від Рима становищі виявилася вся Етрурія.
Протягом двох століть етруски зберігали в більшості своїх міст, що перебували на становищі союзних Риму громад, колишній політичний устрій, культові установи й культурну самобутність.

## Культурний вплив
Етруски вплинули на культурний розвиток Стародавньої Італії, особливо римлян, для яких вони були зразком у прикладних мистецтвах і будівництві. Від етрусків римляни перейняли ряд особливостей політичної організації, структуру й озброєння армії, знаки влади.

## Образотворче мистецтво й архітектура
Пам'ятки архітектури представлені залишками храмів, похоронними спорудженнями, міськими стінами, інженерними конструкціями (мости, канали й т.д.). Кріпосні стіни й ворота складалися з добре відтесаних квадрів, щільно підігнаних один до одного. Застосовувалися клиноподібні арки (ворота в Перузії, сучасної Перуджі), уявні східчасті зводи (склепи 7-6 століть до н. е.), напівциркульні зводи (склепи 3-2 століть). Про розвиток містобудування свідчать залишки прямокутного планування м. Марцаботто біля Болоньї і гіпподамового планування (Гіпподам) місто Спіна. Квадратні в плані житлові будинки мали дво- або чотирискатний дах й відкритий дворик. Храми були двох типів: з однією або трьома целлами. Підняті на високий подіум, вони мали глибокий портик, карниз якого, з багато декорованим фризом, опирався на тосканські колони. Фронтони й скати даху прикрашалися розфарбованою теракотою.
Біля міст збереглися некрополі (Цере сучасна Черветері, Перузія, Тарквінії, сучасна Таркуїнія, Клузіум, сучасна Кьюзі, і інші). Псевдокупольні гробниці (7 століття) зустрічаються в північних районах Етрурії, гробниці в печерах, скелястих виступах та інші — біля Вольтерри (3 століття), у вигляді насипного кургану — у некрополі Бандитачча в Черветері, у вигляді розташованого на поверхні ящика із травертину — у західному некрополі Марцаботто. Багато похоронних камер імітували житлові інтер'єри (гробниця «Реголіні-Галассі» у Цере, 7 століття).
Пам'ятникам монументального живопису (з 7 століття, період розквіту 6-5 століття) властиві виразність рухів і жестів, підкреслена силуетність фігур, локальний колір (гробниця «Полювання й рибна ловля» у Тарквиніях). У розписах 5-4 століть позначився вплив давньогрецьких зразків (гробниця «Леопардів» у Тарквініях). Розпису 3-2 століть відбили настрої періоду занепаду Етрурії (гробниця «У Франсуа» біля Вульчі). До пам'ятників скульптури ставляться статуї й рельєфи з розфарбованої теракоти, похоронні урни, саркофаги, надгробні стели. Саркофаг мав вигляд кам'яного ящика, на кришці якого містилися зображення подружжя або самотньої фігури із чашею в руці (так званий саркофаг Лариса Пуленеса з Національного музею в Тарквініях).
Одержав розвиток портрет, примітивні форми якого зустрічаються в антропоморфних урнах. В етрусків було розвинене мистецтво торевтики (бронзові статуетки богів, предмети побуту; і похоронного культу, дзеркала покриті гравіруванням), кераміка буккеро, що імітувала виробу з металу, чорно- і червонофігурний вазопис, виробництво прикрас із золота.

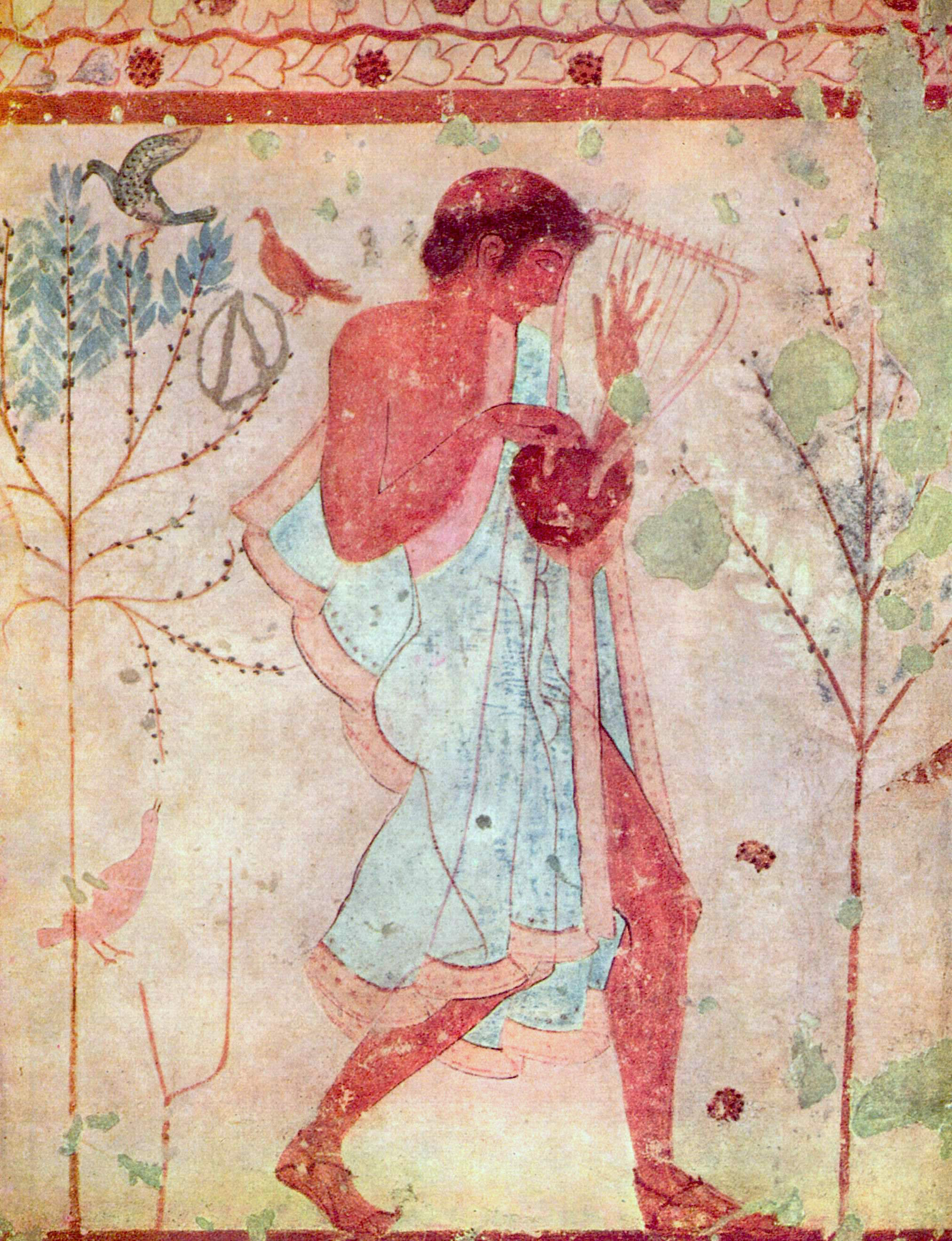
Етруський музика. Склеп трикліній, Тарквінії
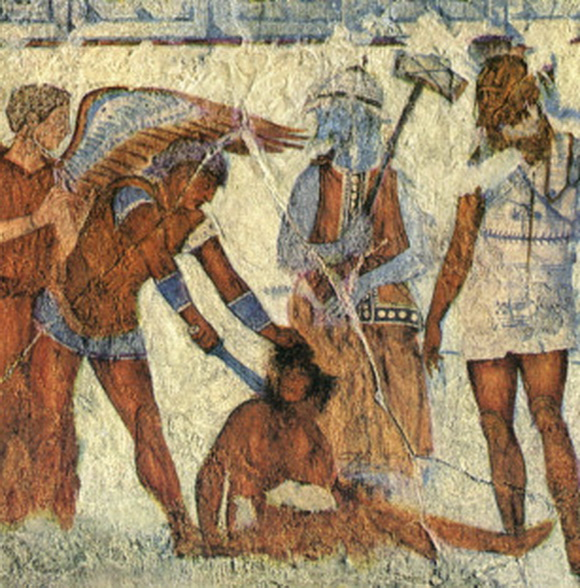
Невідомий етруський художник. Страта полонених у присутності Харона з молотом. Етруський склеп Франсуа, Вульчі, (сучасна Італія), стінопис 4 ст. до н. е.
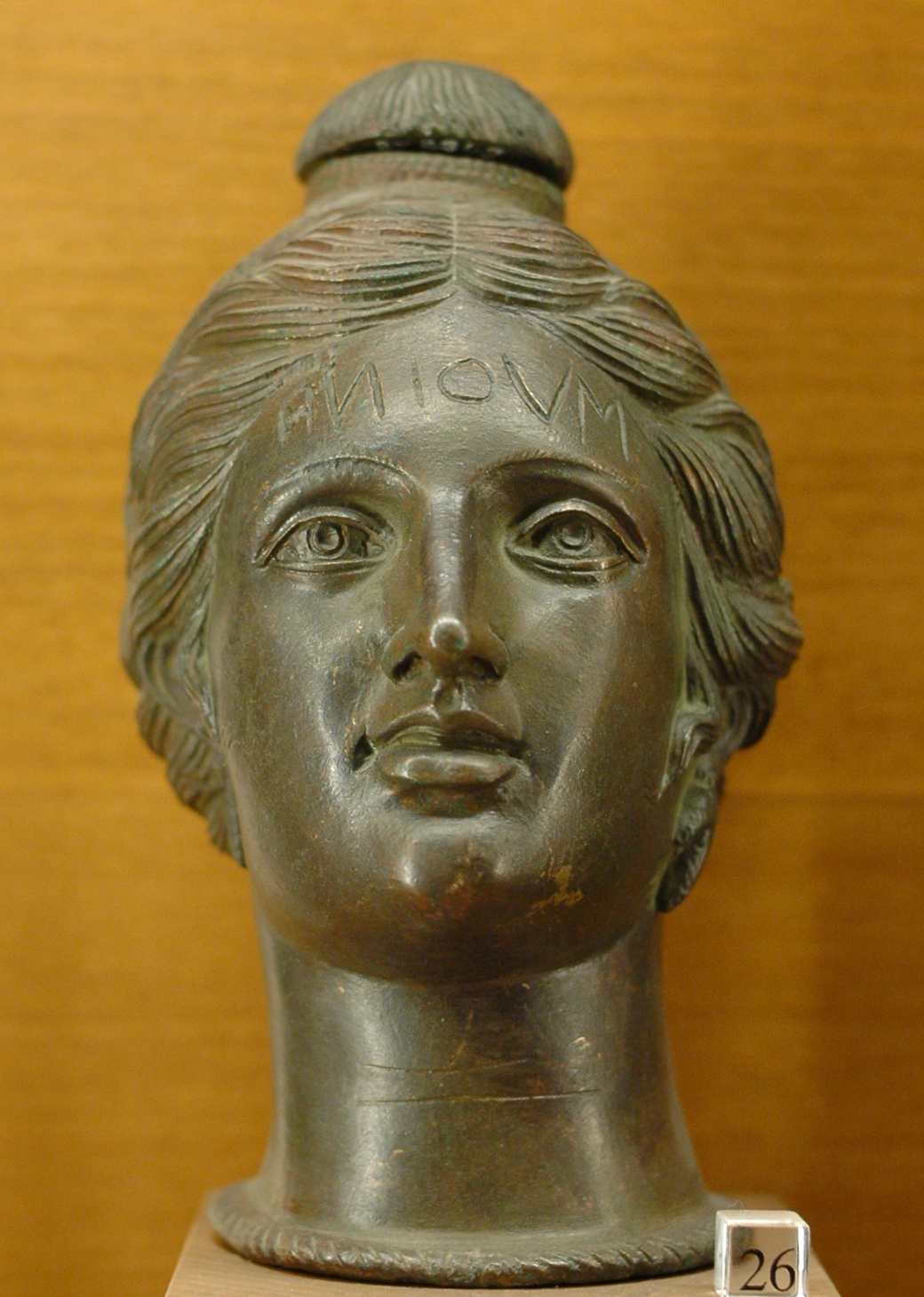
Ваза для парфумів, бронза, майже 2 ст.до н. е., Лувр
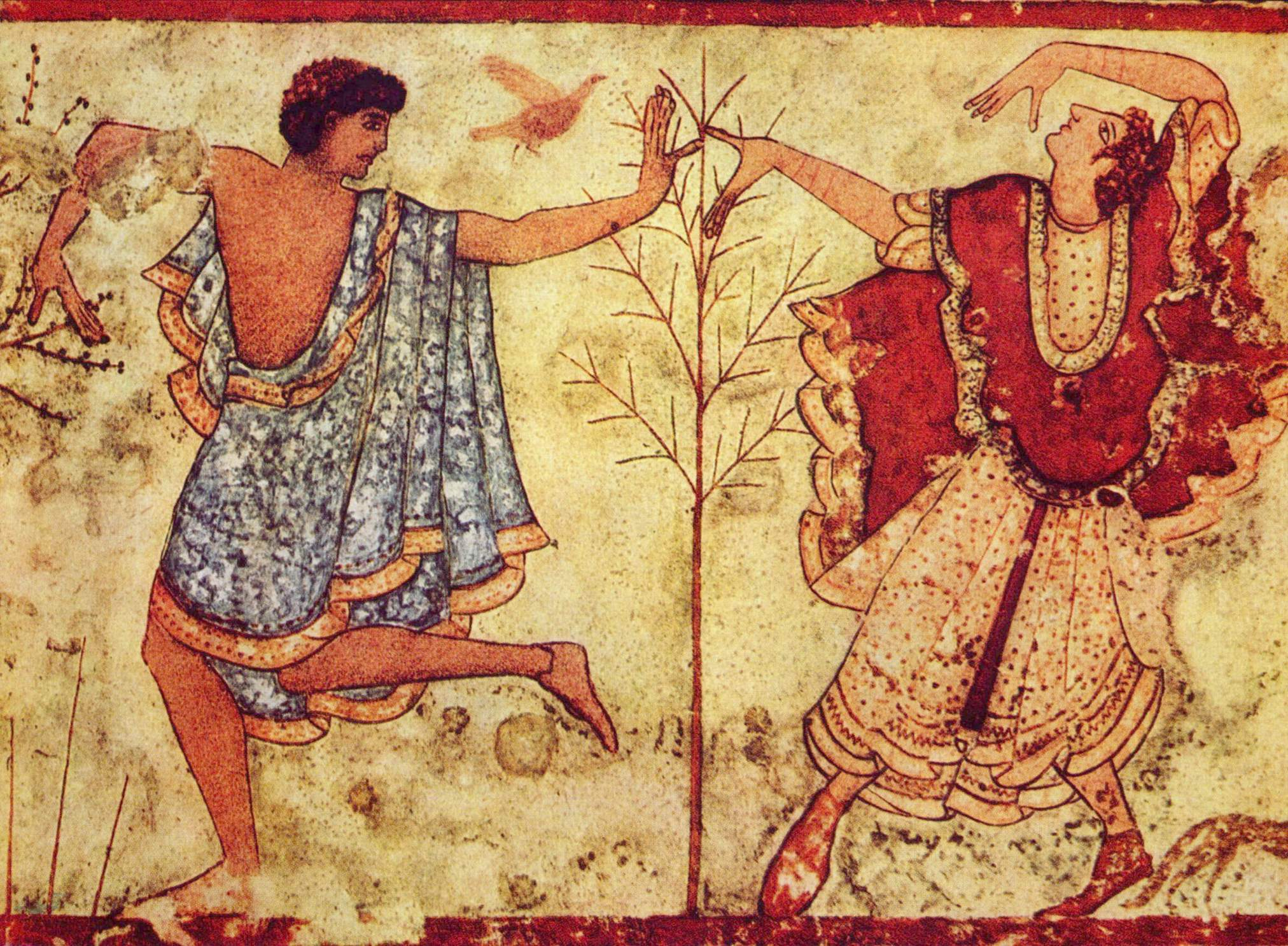
Етруські танцівники, Тарквінії, 470 до н. е.
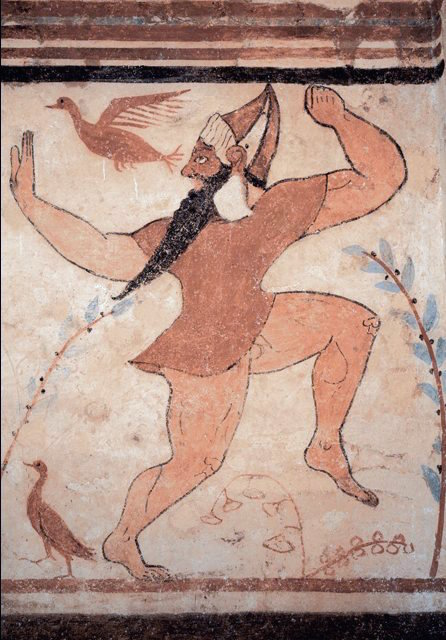
Етруські танцівники, Тарквінії
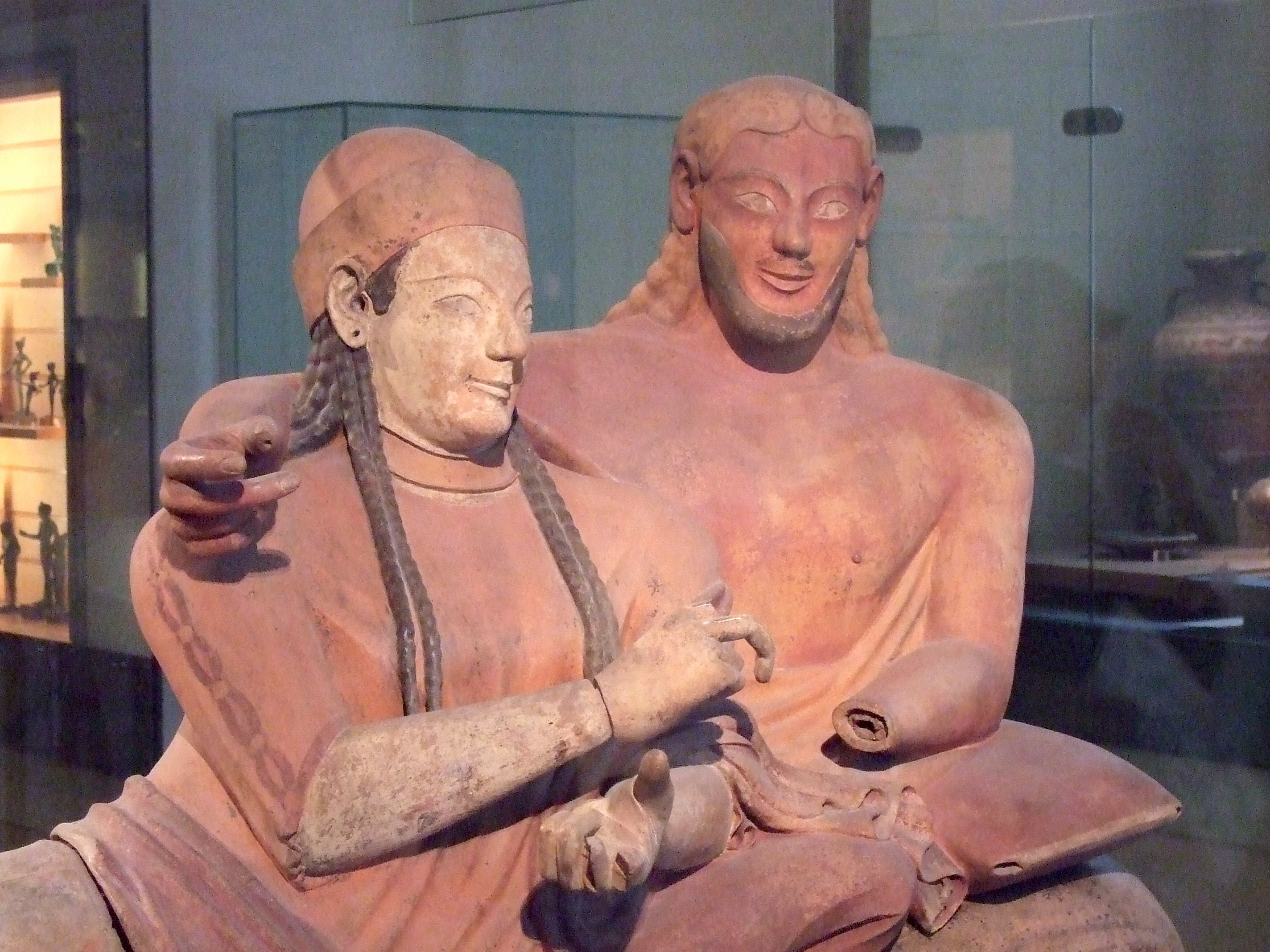
Етруська пара, Лувр
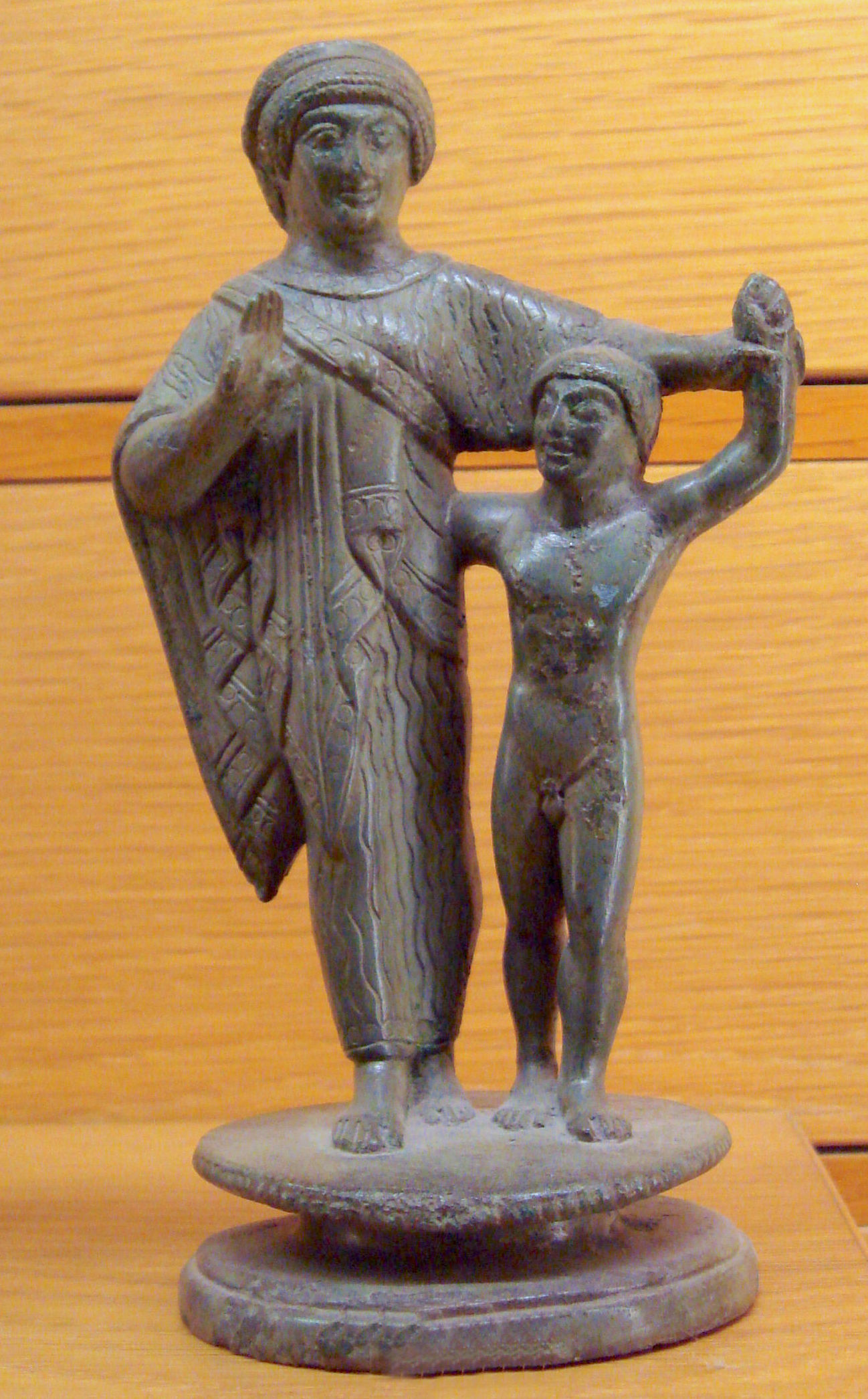
Мати з дитиною, 500-450 до н. е.
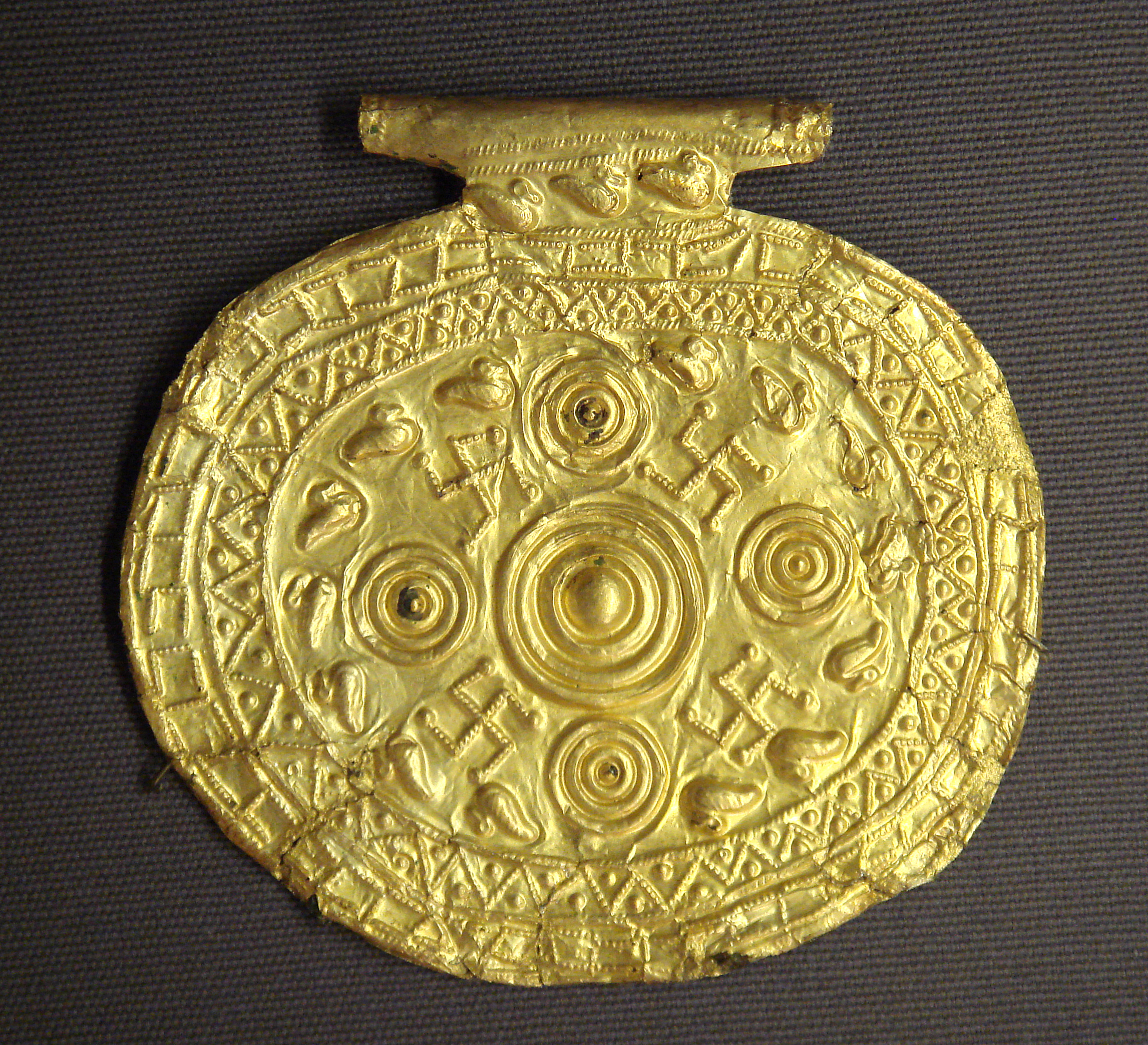
Етруська підвіска із свастиками Больсена, 700-650 до н.е., Лувр
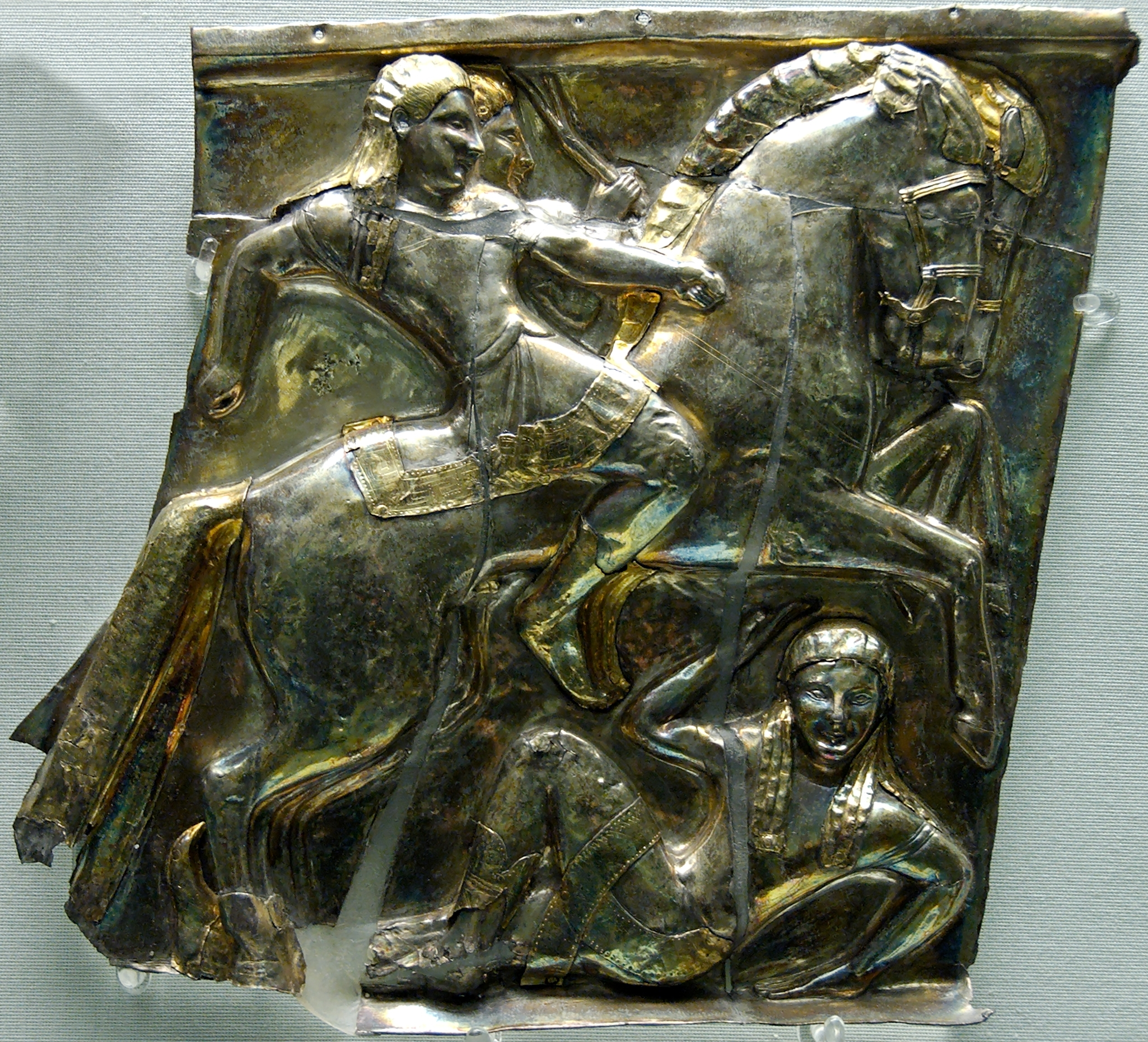
Вершники, 540-520 до н. е., Перуджа
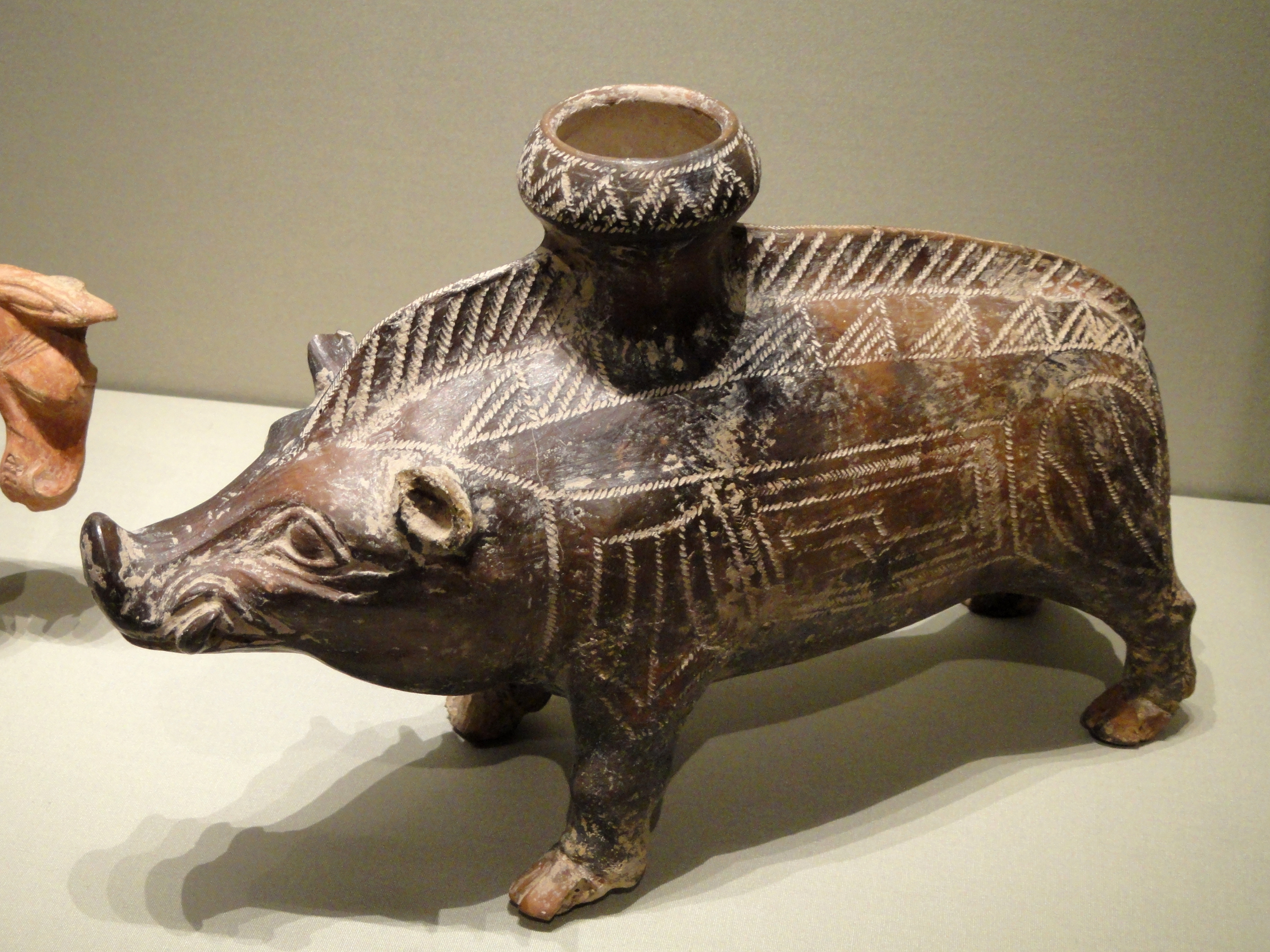
Кабан-посудина, 600-500 до н. е., етруська кераміка
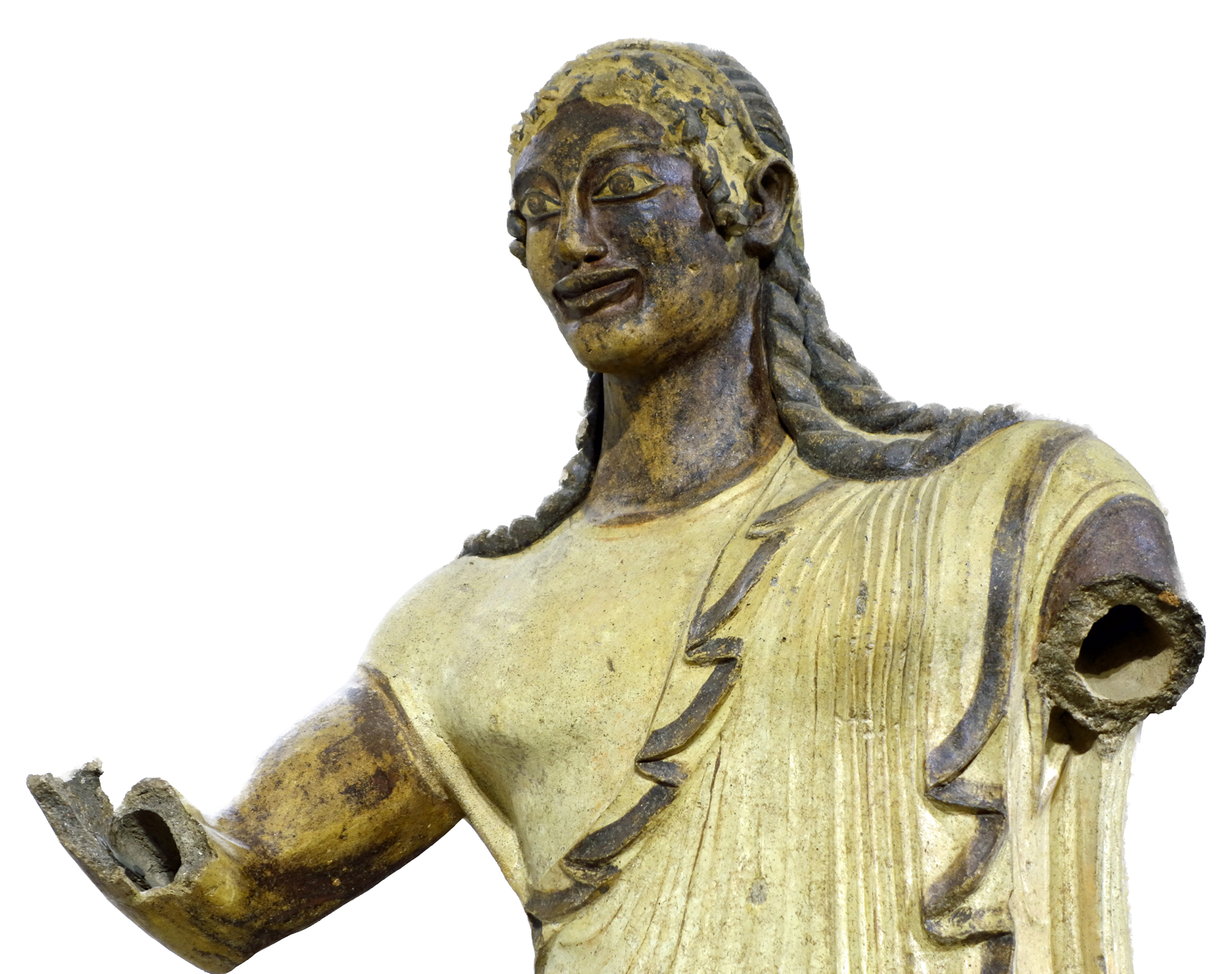
Аполлон Вейський, датований приблизно 510 р. до н. е., у музеї Вілла Джулія в Римі

## Релігія
Міфологія й релігія етрусків мали значний вплив на римську міфологію та релігію. Очевидно, через етрусків італійські племена Середньої й Північної Італії прийняли грецький алфавіт.
Релігія етрусків мала політеїстичний характер. Верховним богом етрусків був громовержець Тіная. Його оточували 12 верховних богів. Вшановувалася також Лаза, богиня долі. Існували й боги домівки — Лара і Пенат, богом підземного царства був Фебрій. В етрусків були поширені ворожіння на нутрощах тварин і польотах птахів. Відбувалися жертвоприношення, у тому числі людські. Етруски вірили в загробне життя. За їхніми віруваннями, після смерті кожна людина поставала перед судом підземного царства і, залежно від своїх земних справ, потрапляла до підземного світу (в «пекло») або на небо (в «рай»).
У релігії етрусків значну увагу приділяли магічним обрядам, ворожінню і тлумаченням різних знамень, які посилаються богами. Згідно з оповіданням римського оратора й письменника Марка Тулія Цицерона, в етрусків існувала така легенда. Якось раз селянин у полі біля міста Тарквіній провів плугом дуже глибоку борозну. Звідти раптово виліз кумедний маленький божок на ім'я Тагес із дитячим обличчям й тулубом, але із сивою бородою й мудрий, як старець, і звернувся до орача із промовою. Той злякано підняв лемент. Збіглися люди, яким Тагес роз'яснив, як слід по нутрощах жертовної тварини передбачати майбутнє. Крім Тагеса, мистецтву передрікання їхнього навчила німфа Вегоя. Вона пояснила, як тлумачити удари блискавок. І вожді звеліли записати промови Тагеса й німфи Вегої до священних книг. У наступних книгах були приведені поради по управлінню державою, будуванню міст і храмів. Ці книги переклали латиною ще за часів Тарквінія Древнього. Але й вони, як і твір римського імператора Клавдія по історії етрусків, не дійшли до нашого часу. Оскільки етруський світогляд з його надзвичайним захопленням питаннями загробного життя не приймався римлянами з їхнім формальним і розважливим підходом до релігійних питань, то вони запозичили в етрусків лише науку про пророкування, ворожіння й знамення як найбільш практичну й, що має прикладне значення, частину їхніх релігійних уявлень. Цю науку етруських жерців — гаруспіків (тих хто ворожили по нутрощах жертовних тварин, особливо по печінці) римляни запровадили у свої релігійні церемонії. Але в особливо важливих випадках у Рим запрошувалися етруські фахівці.

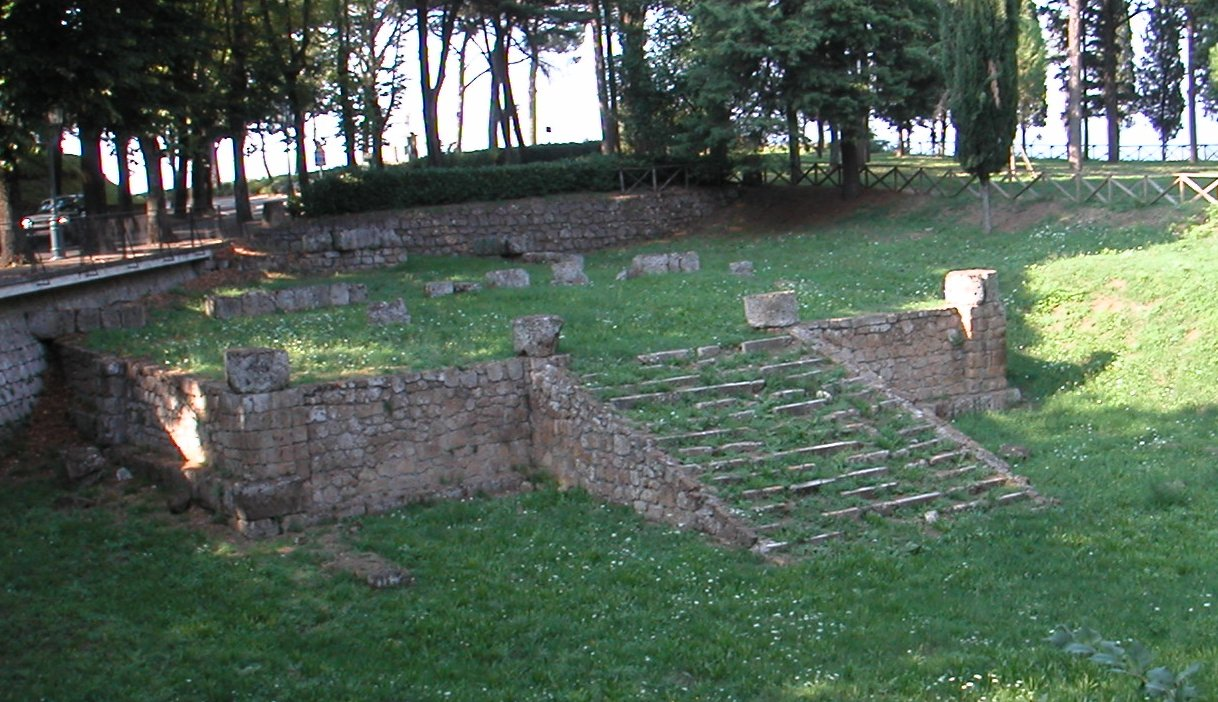
Руїни етруського храму — одні з небагатьох, які дійшли до наших днів (fanu)
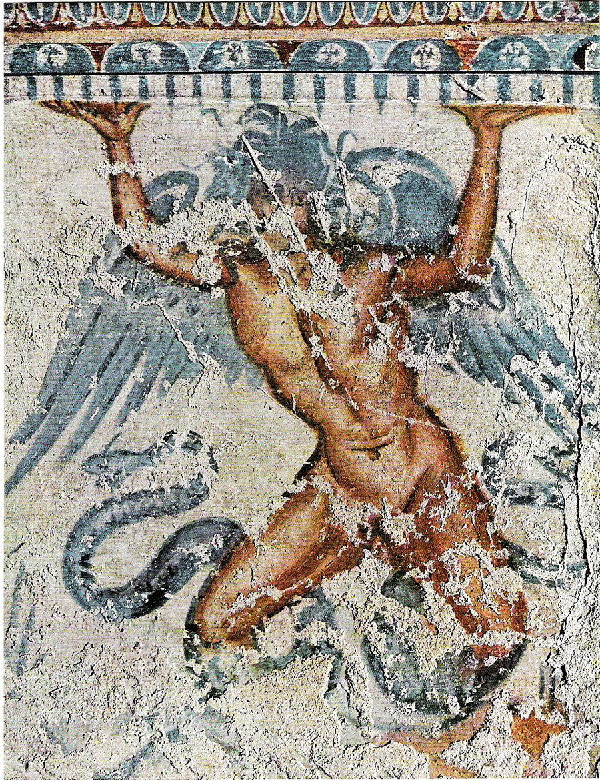
Тифон, Тарквінії
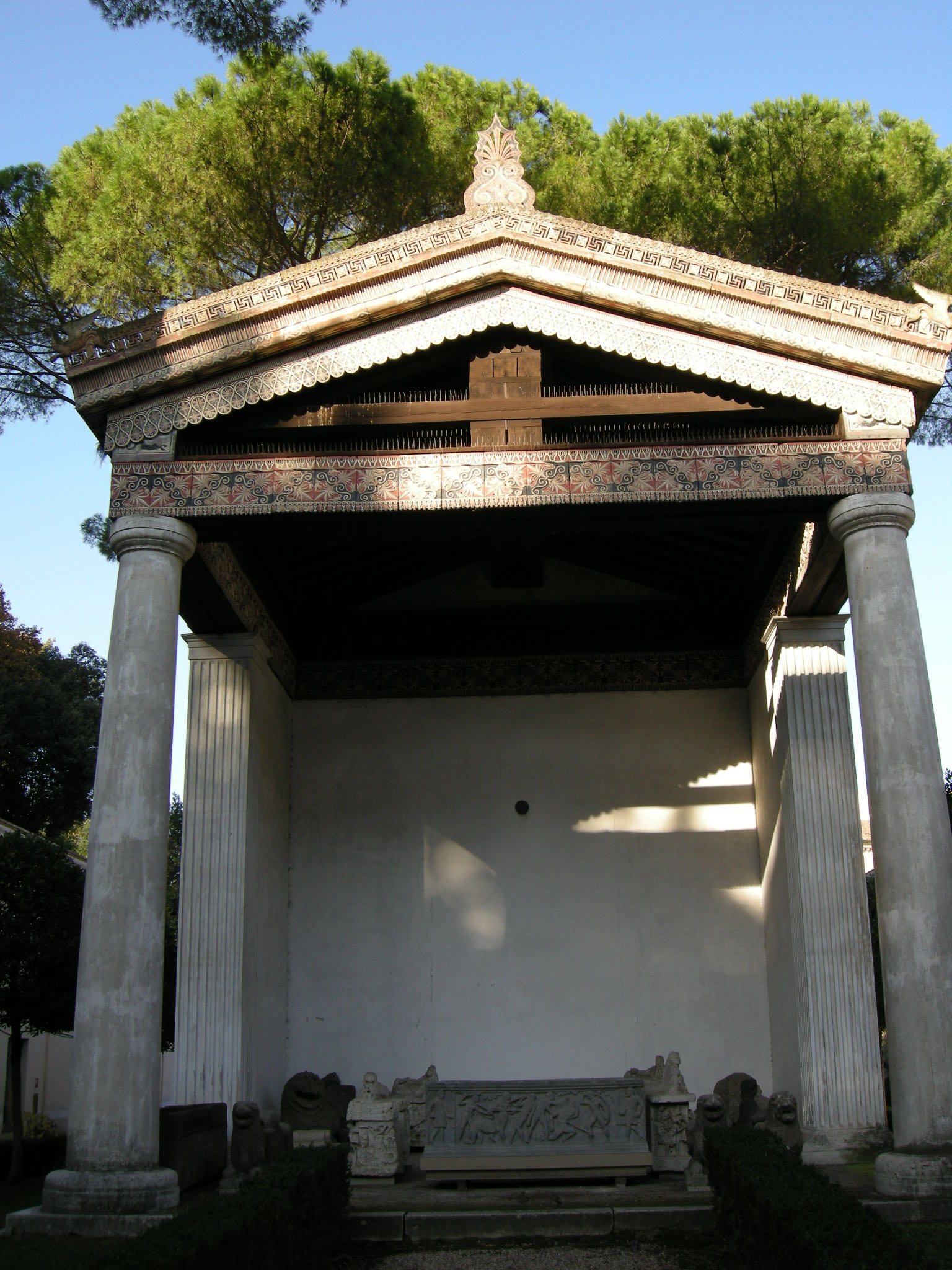
Реконструкція храму

### Загробне життя

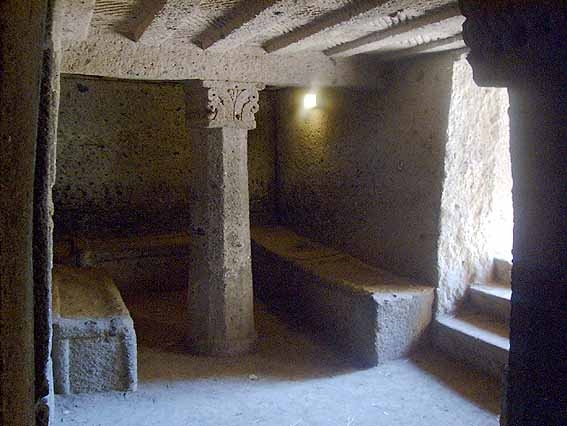
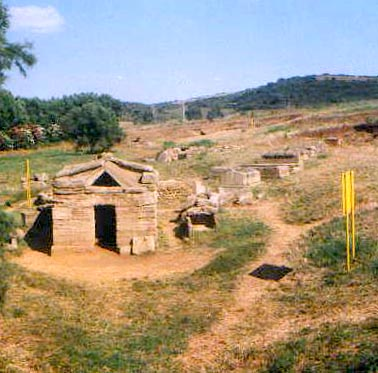
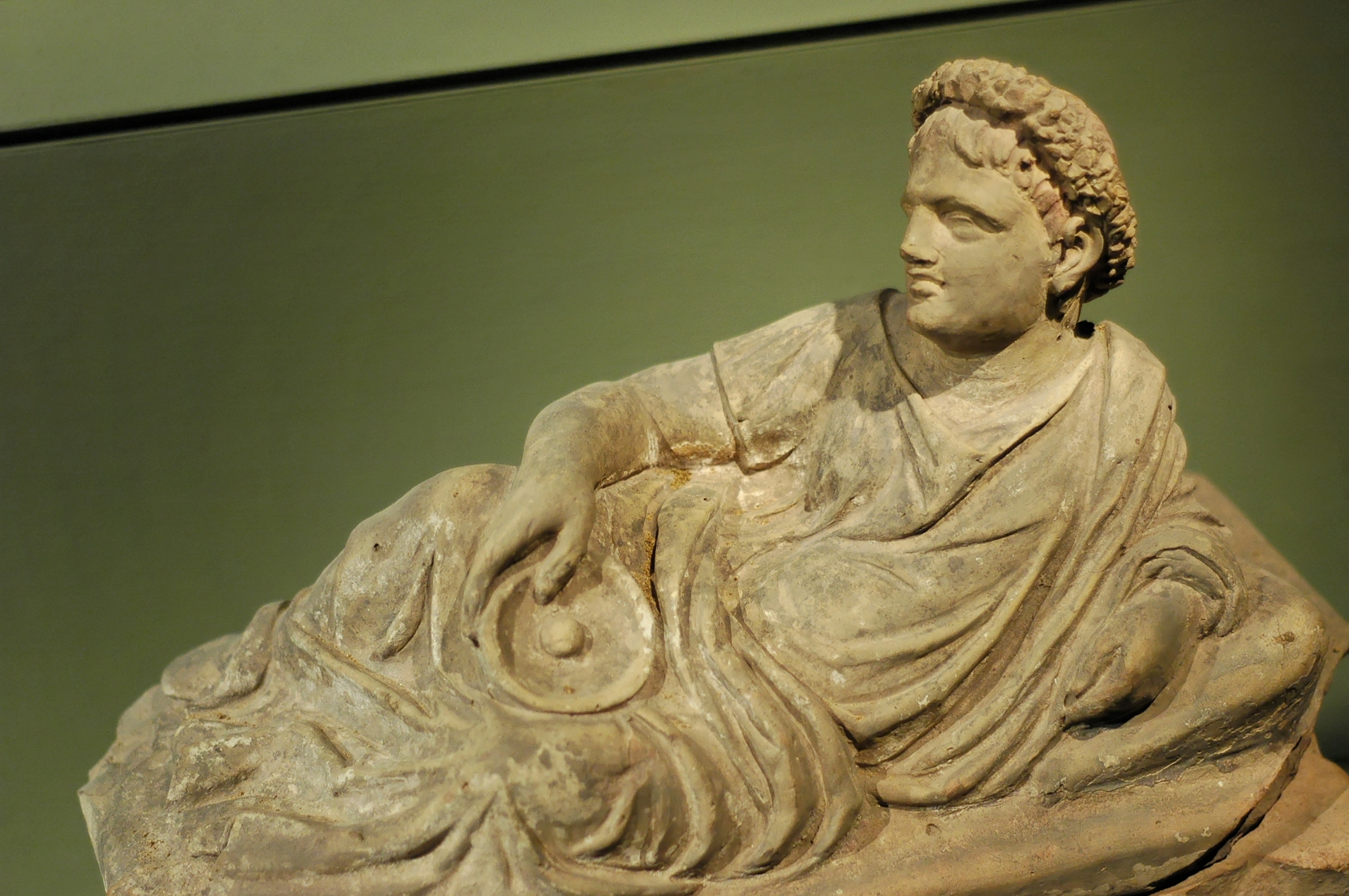
Саркофаг із Сієни
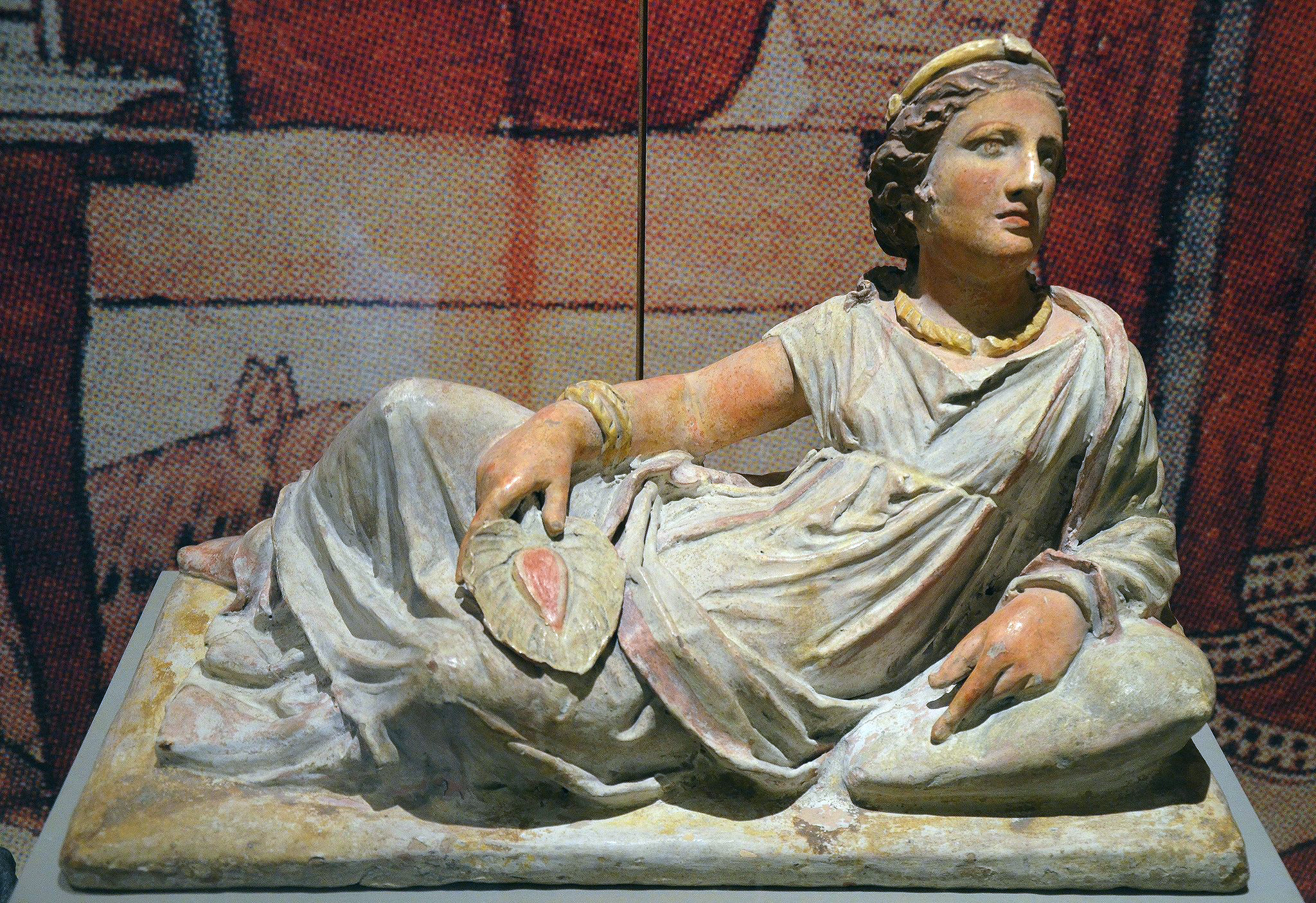
Саркофаг
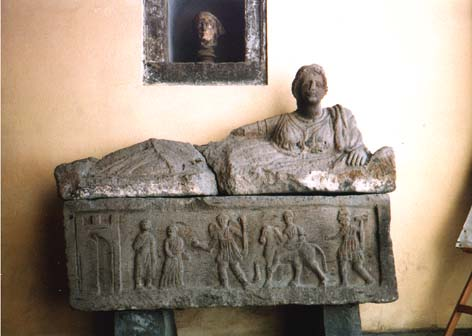
Саркофаг
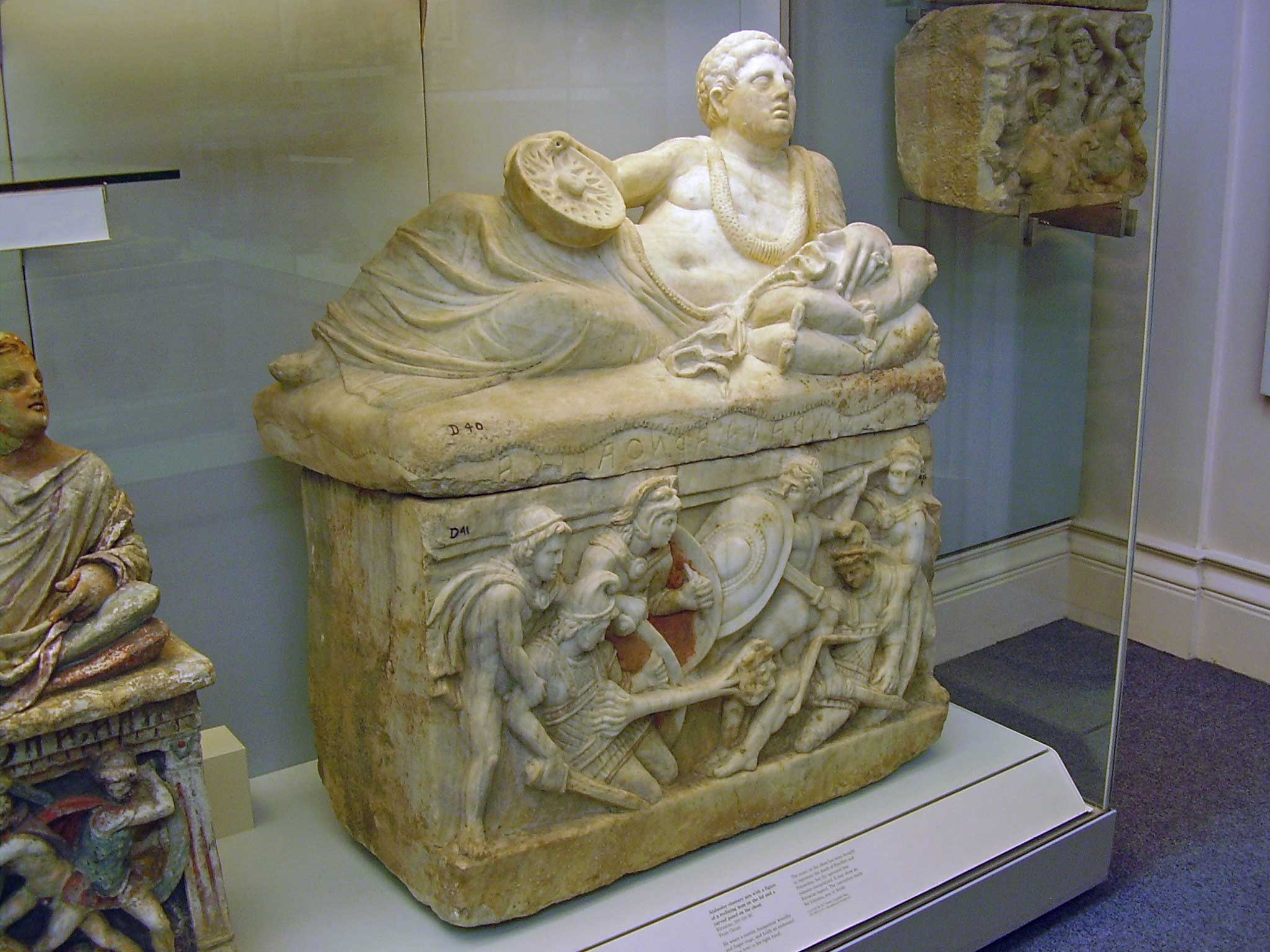
Урна
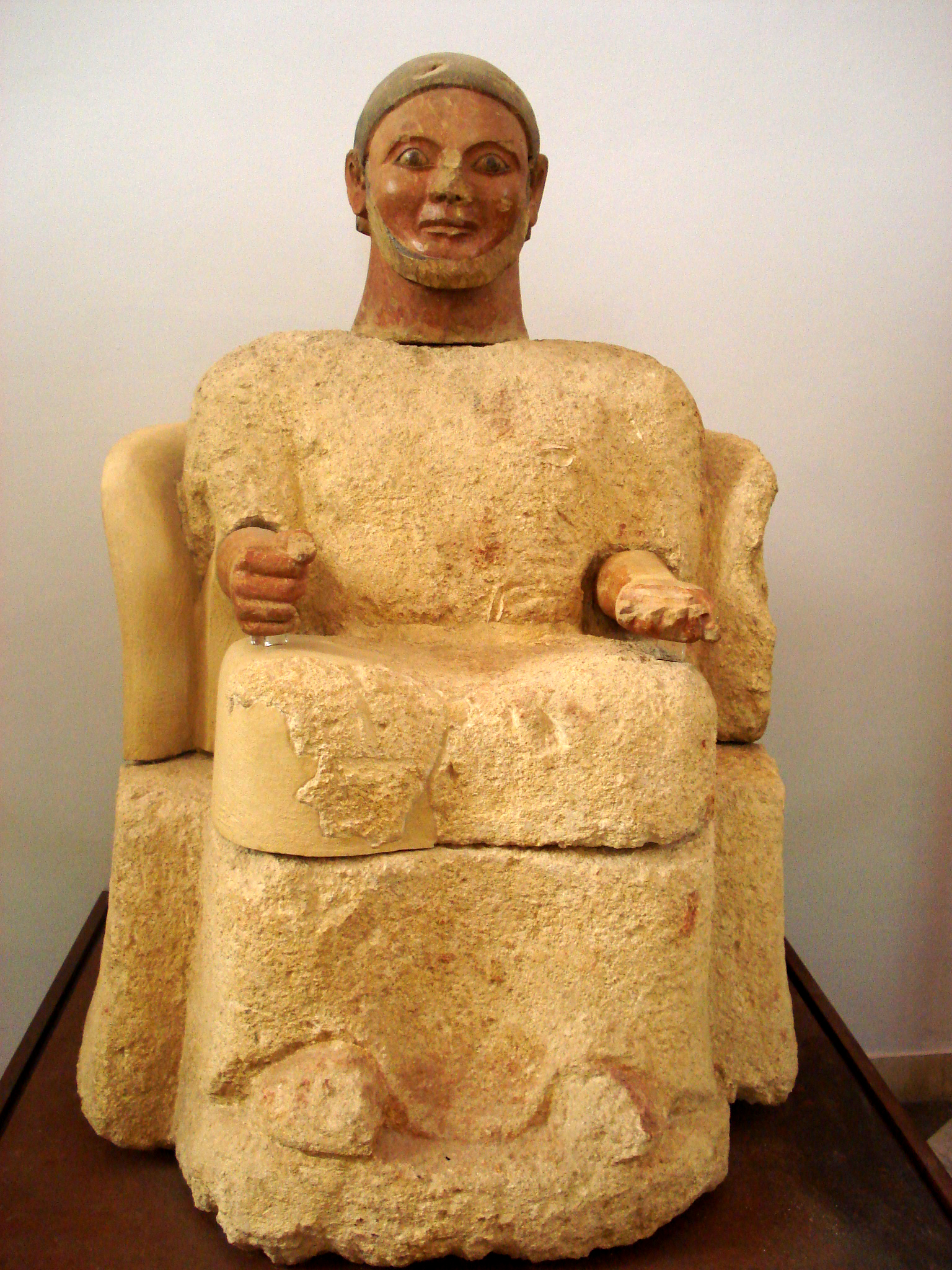
Урна

## Керамічні вироби етрусків

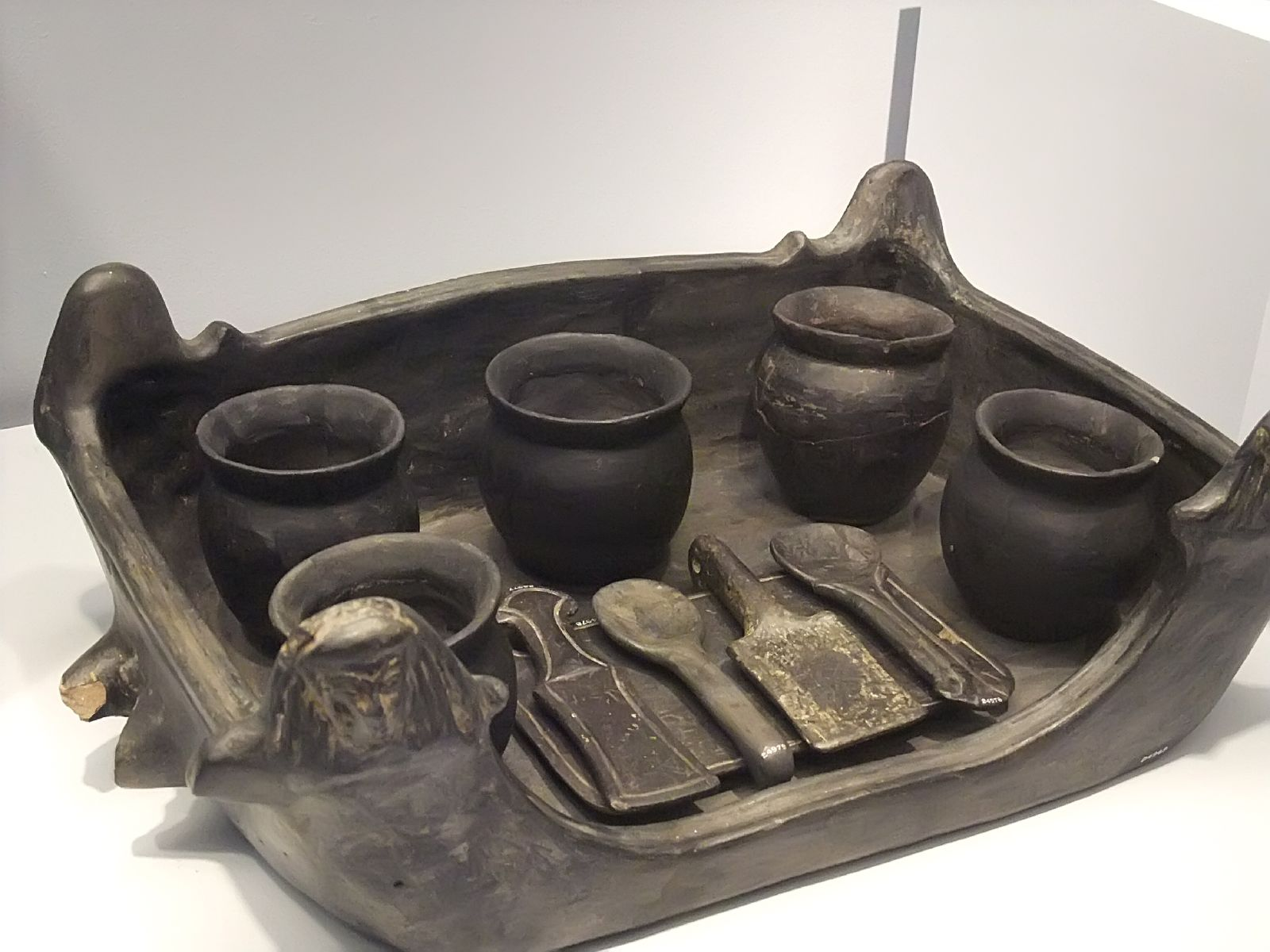
Повсякденне життя етрусків. Таця з горщиками для їжі, знайдена у Кьюзі, Італія.
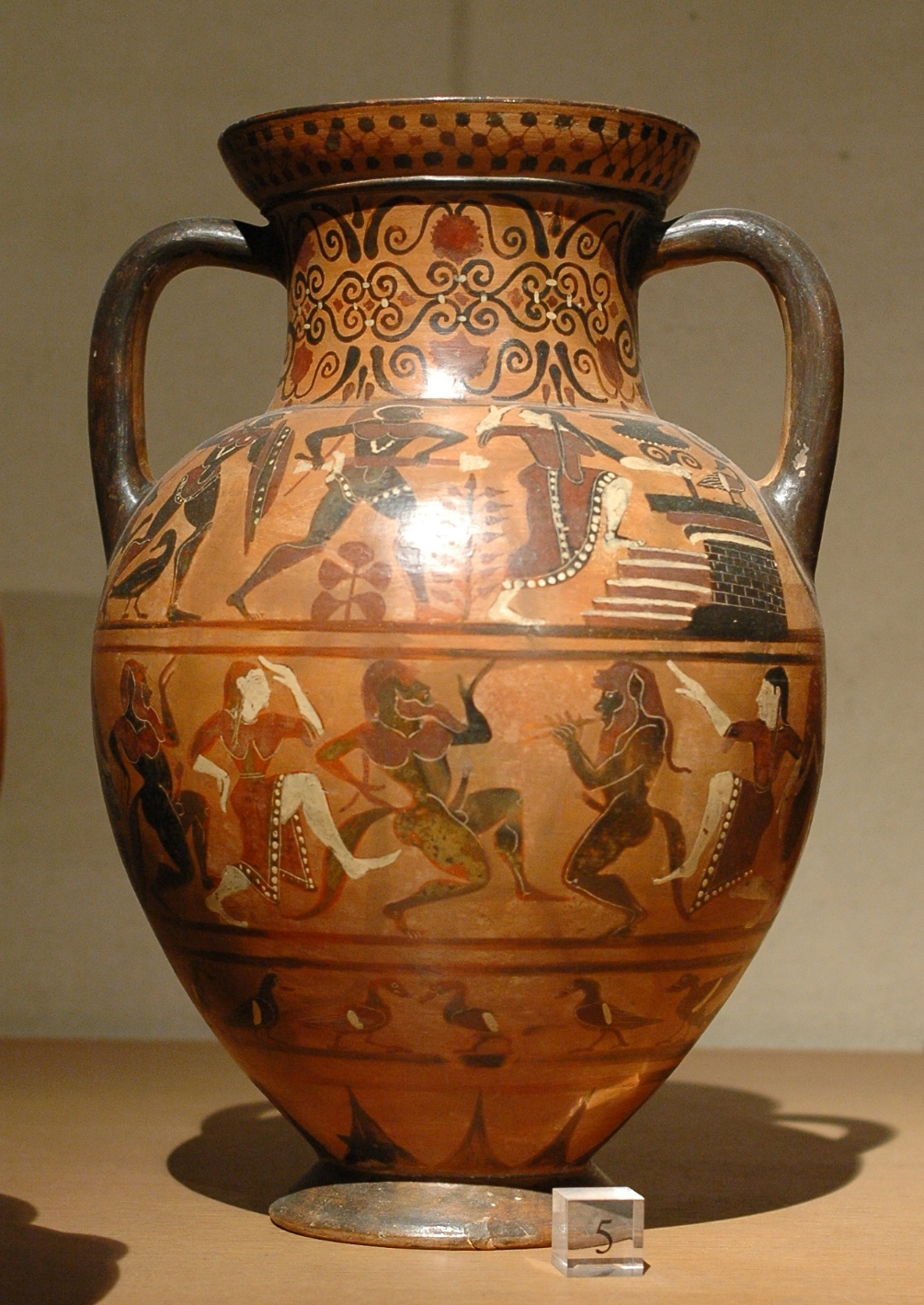
Етруська чорнофігурна амфора з Діомедом, Поліксеною та танцюристами (імітація давньогрецької кераміки), Лувр, Париж.
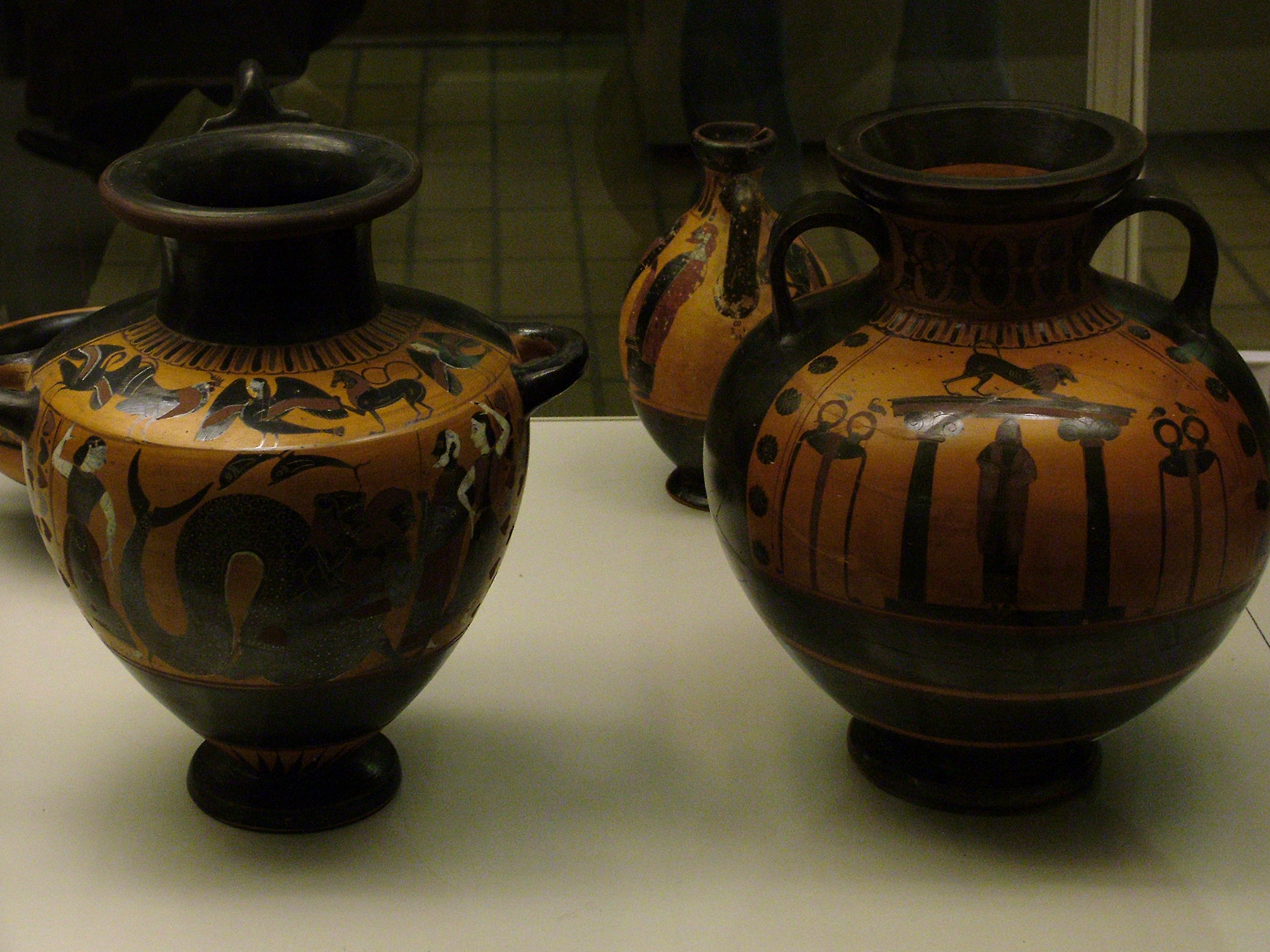
Британський музей. Чорнофігурна кераміка, знайдена на колишніх територіях етрусків

## Етруски та Україна
Основною категорією знахідок предметів етруського походження на території України є предмети з бронзи. Серед них воєнне спорядження та предмети побуту.
Однією з найвідоміших знахідок є бронзовий гребінчастий шолом з c. Кремінна 8-9 ст. до н. е. Перші повідомлення про цей шолом етруського походження у працях тогочасних дослідників датуються 1889 роком. Сам бронзовий шолом має конічну форму та складається з двох однакових бронзових частинок, що склепані по краю, утворюючи впізнаваний гребінь. По краю гребеня присутній орнамент з напівсферичних кульок, аналогічний орнамент іде й по колу по середині шолому. По нижньому краю шолому присутні отвори, до яких кріпилася внутрішня підкладка шолому. З обох боків по низу присутні по три зубці. Аналогічні шоломи нерідко знаходять у Європі, однак шолом з Кремінної вважається найбільш східною знахідкою. Востаннє шолом було зафіксовано у 90-х роках 20 ст. у Ніцці, в музеї Масенна, в рамках виставки, присвяченої цивілізації етрусків у Європі. Наразі шолом вважається викраденим, а його місцезнаходження невідоме.
Схожим є гребінчастий шолом з c. Літин. Його та супутні предмети (декорована фіала, елементи кінної упряжі) було знайдено у болотистій місцевості чорним археологом у 2014 році та виставлено на продаж на сайті Віоліті. Усі предмети було викуплено та передано Музей історії релігії у Львові.
Також відомо про два шоломи з м. Борщів, що були виставлені на продаж на сайті Віоліті у грудні 2020 року. Один з них складався з купи численних уламків та фрагментів, які були склеєні до купи на розсуд особи, що їх знайшла. Місцезнаходження цього шолому нині невідоме. Другий шолом аналогічно складався з багатьох фрагментів, проте у зібраному стані має одну велику відмінність від першого шолому рису — він менший за розміром, а також не має по низу ані характерних зубців, ані кулькового орнаменту. На думку Д. Клочко такі відмінності можна пояснити тим, що цей шолом не імпортний, а є прикладом наслідування місцевого майстра типу етруських шоломів. Даний шолом нині зберігається у Музеї наукового товариства ім. Шевченка у Львові.
У 1877 році на території Городенщині було виявлено могильний насип з трьома кам'яними скриньковими гробами. Серед предметів у гробах було знайдено в тому числі і чорного кольору миску з кістками малої свинки. Миска належить до етруської кераміки буккеро.
У 1890 році у с. Кунисівці на території Городенщини під час зливного дощу вода вимила на поверхню скарб з 5 бронзових напівсферичних казанків-котлів етруської роботи з пластичним орнаментом та великими півкулистими дужками для носіння.
Серед знайдених етруських прикрас відомо про бронзову дротяну однопружинну фібулу з с. Половці, що датується 8-7 ст. до н. е. На фібулу нанизано 13 бронзових пустотілих намистин.
На території Борисфену (сучасний о. Березань) було знайдено елементи двох канфар — один канфар з відламаними вушками та ніжка від другого. Ці уламки відносять до 6 ст. до н. е., вони є аналогічними до кераміки знайденої у Мілеті, звідки походили колоністи Борисфену.
М. Трейстер також згадує бронзове ситечко кінця 6 ст. до н. е. знайдене на території Пантікапею (Керч). Подібні сита були поширені в Етрурії як елемент інвентарю для споживання напоїв. Вони допомагали відділити осад від вина.